# Joey Rive
Joey Rive (Santurce, Puerto Rico, 8 de julio de 1963) es un extenista estadounidense, profesional entre 1985 y 1991. Ha sido varias veces miembro del equipo de Copa Davis de Puerto Rico, disputando 19 partidos, en los que consiguió 10 victorias. Su mejor ranking ATP individual fue el 57, mientras que en dobles alcanzó el 48.

## Finalista dobles
| Resultado | Año  | Torneo                   | Superficie | Compañero      | Oponente en la final         | Marcador |
| --------- | ---- | ------------------------ | ---------- | -------------- | ---------------------------- | -------- |
| Finalista | 1986 | Båstad, Suecia           | Tierra     | Craig Campbell | Sergio Casal Emilio Sánchez  | 4–6, 2–6 |
| Finalista | 1988 | Sídney, Australia        | Hierba     | Bud Schultz    | Darren Cahill Mark Kratzmann | 6–7, 4–6 |
| Finalista | 1989 | Johannesburgo, Sudáfrica | Dura (i)   | Kelly Jones    | Luke Jensen Richey Reneberg  | 0–6, 4–6 |
| Finalista | 1990 | Hong Kong                | Dura       | Kevin Curren   | Pat Cash Wally Masur         | 3–6, 3–6 |